# Fayrouz Aboelkheir
Fayrouz Aboelkheir (arabisch فيروز أبو الخير, DMG Fairūz Abū l-Ḫair; * 4. März 2004 in Alexandria) ist eine ägyptische Squashspielerin.

## Karriere
Fayrouz Aboelkheir spielte erstmals 2019 und seit 2021 regelmäßig auf der PSA World Tour und gewann auf dieser bislang vier Titel. Der erste Titelgewinn gelang ihr bereits im Alter von 15 Jahren in der Saison 2021/22 im März 2021 in Kairo. Ihre beste Platzierung in der Weltrangliste erreichte sie mit Rang elf am 9. Dezember 2024. Bei den Juniorinnen war ihr größter Erfolg der Einzug ins Halbfinale der Weltmeisterschaft 2022. In diesem unterlag sie der späteren Siegerin Amina Orfi nach 2:0-Satzführung in fünf Sätzen. Bei der Weltmeisterschaft der Saison 2022/23 stand sie erstmals auch im Hauptfeld bei den Senioren und erreichte sogleich die zweite Runde. Mit der ägyptischen Nationalmannschaft gewann sie im Juni 2023 den WSF World Cup.

## Erfolge
- Gewonnene PSA-Titel: 4